# Cot Mambong
Cot Mambong is een bestuurslaag in het regentschap Aceh Utara van de provincie Atjeh, Indonesië. Cot Mambong telt 256 inwoners (volkstelling 2010).